# 菲尔斯河畔埃伯斯巴赫
菲尔斯河畔埃伯斯巴赫（發音：[ˈeːbɐsˌbax ʔan deːɐ̯ ˈfɪls]）是德国巴登-符腾堡州斯图加特行政区格平根县的城市，面积26.26平方千米，2023年12月31日人口为15,768人。